# Cap del Pont
El Cap del Pont és una muntanya de 2.101 metres que es troba al municipi de Guardiola de Berguedà, a la comarca catalana del Berguedà.
Es troba a la serra de Moixeró i forma part del Parc Natural Cadí-Moixeró.